# Караменды
Караменды (каз. Қарамеңді; до 1999 г. — Докучаевка) — село в Костанайской области Казахстана. Административный центр Наурзумского района. Административный центр Карамендинского сельского округа. Код КАТО — 395830100.

## Население
В 1999 году население села составляло 5326 человек (2637 мужчин и 2689 женщин). По данным переписи 2009 года в селе проживали 4694 человека (2239 мужчин и 2455 женщин).
На начало 2019 года население села составило 4424 человек (2118 мужчин и 2307 женщин).